# 8175 Boerhaave
8175 Boerhaave è un asteroide della fascia principale. Scoperto nel 1991, presenta un'orbita caratterizzata da un semiasse maggiore pari a 3,0090588 UA e da un'eccentricità di 0,0416913, inclinata di 11,02467° rispetto all'eclittica.